# Catolaccus helice
Catolaccus helice är en stekelart som först beskrevs av Walker 1843.  Catolaccus helice ingår i släktet Catolaccus och familjen puppglanssteklar. Inga underarter finns listade.